# Jacob Karsman
Jacob Karsman (Antwerpen, 22 januari 1818 – Berchem, 20 juli 1886) was een Nederlands zakenman en flamingantisch agitator en dichter met Joodse wortels.

## Leven

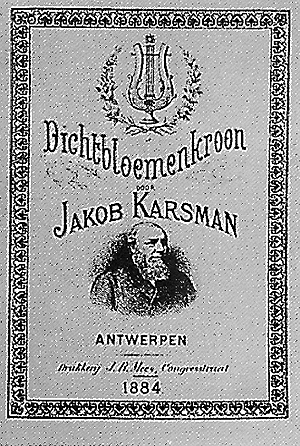
Jacob Karsman, Dichtbloemenkroon, Antwerpen, 1884

Hij was de zoon van een Vlaamse moeder en een Nederlandse vader. Na de Belgische omwenteling weigerde hij wegens zijn Groot-Nederlandse overtuiging de Belgische nationaliteit aan te nemen. Beroepshalve was Karsman diamanthandelaar en maakte hiermee fortuin.
In 1863 publiceerde hij in een weekblad een gedicht waarmee hij protesteerde tegen de aanleg van een fortengordel rond Antwerpen. Hij oogstte een zekere bijval en liet het dichtwerk, dat een anti-Belgische passage bevatte, herdrukken. Hiervoor werd hij door de Antwerpse rechtbank veroordeeld tot een geldboete. In beroep werd de boete omgezet tot een gevangenisstraf van drie maanden. De verzwaring van het vonnis kwam er mede omdat hij samen met zijn raadsman, de Vlaamsgezinde advocaat Julius Vuylsteke, uit protest de rechtszaal had verlaten toen hen verboden werd in het Nederlands te pleiten. De zaak Karsman vestigde de aandacht op de discriminatie van de Vlamingen in het Belgisch gerecht en wekte heel wat beroering. Er werden in enkele steden flamingantische protestmeetings belegd waarmee het startsein was gegeven voor de strijd voor gelijkberechtiging van het Nederlands in gerechtszaken.
Na zijn vrijlating bleef de rebelse Karsman verder ijveren voor de Vlaamse zaak en was geldschieter van de Vlaamsgezinde politicus Jan van Rijswijck, de latere burgemeester van Antwerpen. In 1884 kwam hij opnieuw in botsing met het Belgisch gerecht. Ditmaal naar aanleiding van een actie voor het gebruik van het Nederlands in de Antwerpse gemeenteraad. Karsman was van mening dat burgers die de gemeenteraad bijwoonden, de debatten moesten kunnen volgen in de volkstaal, het Nederlands. Tijdens een druk bezochte gemeenteraad, die grotendeels in het Frans doorging, vroeg hij aan de voorzitter of hij mocht weten wat er allemaal verteld werd. Karsman werd hierop aan de deur gezet en voor de rechtbank gedaagd. Het Openbaar Ministerie bestempelde hem als een vreemdeling en benadrukte dat de beklaagde in 1863 een brochure had uitgegeven had die tegen de Belgische instellingen gericht was. Karsman kreeg opnieuw een geldboete opgelegd maar besloot dit keer niet in beroep te gaan. Hij trachtte evenwel zich te verdedigen door een plakbrief te verspreiden. Hierin reageerde hij tegen de verwijten van het Openbaar Ministerie. Zo stelde Karsman dat hij als geboren Antwerpenaar, minder vreemdeling was dan de koning en een aantal Belgische staatslieden en notabelen die uit Frankrijk afkomstig waren.

## Letterkundige werken
- De heilige Katrina van Zweden, Antw. 1843
- Dichtruiker, Antw. 1844
- Sebastiaen van Portugael, een berymd verhael, Antw. 1844
- Zangloover, Antw. 1854
- Rymtuil, Antw. 1854
- Lierblaedjes, Antw. 1855
- Luitgalmen, Antw. 1856
- Harpklanken, Antw. 1857
- Aen het Volk, Antw. 1858
- IJ-, Schelde- en Amsteltoonen, Antw. 1863
- Nieuwe uitgave der volledige werken van Jakob Karsman, 5 dln., Antw. 1875-'76
- Jan van Rijswijck of de onschuldig veroordeelde, treurspel in éen bedrijf, Antw.
- Gedichten van Jacob Karsman, stichtend lid van het gewezen vergrootingsbestuur van Antwerpen, Antw. 1884.

- Biografisch Portaal: 96329032
- Digitale Bibliotheek voor de Nederlandse Letteren: kars005
- International Standard Name Identifier: 0000 0003 9205 434X
- Nederlandse Thesaurus van Auteursnamen: 072032294
- Virtual International Authority File: 286032316
- WorldCat: E39PBJxCxtCCh334T7H6PyBVmd